# Società Podistica Lazio 1911-1912
Questa voce raccoglie le informazioni riguardanti la Società Podistica Lazio nella stagione 1911-1912.

## Rosa
| N. |                   | Ruolo | Calciatore                  |
| -- | ----------------- | ----- | --------------------------- |
|    | Italia (bandiera) | P     | Lorenzo Gaslini             |
|    | Italia (bandiera) | P     | Guido Levi I                |
|    | Italia (bandiera) | D     | Renato Amici                |
|    | Italia (bandiera) | D     | Gerardo Branca              |
|    | Italia (bandiera) | D     | Vincenzo Di Napoli I        |
|    | Italia (bandiera) | D     | Leonardo Luigi Di Napoli II |
|    | Italia (bandiera) | D     | Mario Levi II               |
|    | Italia (bandiera) | C     | Alessandri II               |
|    | Italia (bandiera) | C     | Ottavio Angelotti           |
|    | Italia (bandiera) | C     | Arnaldo Gaia IV             |
|    | Italia (bandiera) | C     | Angelo Zucchi II            |
|    | Italia (bandiera) | A     | Sante Ancherani             |
|    | Italia (bandiera) | A     | Marcello Consiglio          |
|    | Italia (bandiera) | A     | Amedeo Coraggio             |

| N. |                   | Ruolo | Calciatore                     |
| -- | ----------------- | ----- | ------------------------------ |
|    | Italia (bandiera) | A     | Corrado Corelli I              |
|    | Italia (bandiera) | A     | Carlo Della Longa              |
|    | Italia (bandiera) | A     | Giuseppe Fioranti I (capitano) |
|    | Malta (bandiera)  | A     | Silvio Mizzi                   |
|    | Italia (bandiera) | A     | Mario Raffo                    |
|    | Italia (bandiera) | A     | Fernando Saraceni I            |
|    | Italia (bandiera) | P     | Remo Forlivesi                 |
|    | Italia (bandiera) | P     | Ettore Gaia II                 |
|    | Italia (bandiera) | D     | Alessandri I                   |
|    | Italia (bandiera) | D     | Attilio Zoppi II               |
|    | Italia (bandiera) | C     | Agostino Gaia I                |
|    | Italia (bandiera) | C     | Umberto Gaia III               |
|    | Italia (bandiera) | A     | Enrico Laviosa                 |
|    | Italia (bandiera) | A     | Arnaldo Perugini               |